# Кумарагупта I
Кумарагу́пта I (Mahendraditya) — один із правителів імперії Гуптів в 415–455 роках. Як і його батько та попередник, Чандрагупта II, Кумарагупта I був гідним правителем. Він зберіг територіальну цілісність великої імперії, яка простягалася від Бенгалії до Катхіавари, та від Гімалаїв до Нармади. Він правив ефективно протягом майже сорока років. Тим не менш, в останні дні його царювання не були успішними. Імперії Гуптів загрожувало повстання в центральній Індії і вторгнення білих гунів. Тим не менш, Кумарагупті I вдалося відвернути ці загрози, які, щоб відсвяткувати свою перемогу, закінчились жертвопринесенням коня, що зображено на одній із монет.

## Історичні джерела
Джерелами вивчення правління Кумарагупти стали золоті та срібні монети. Монети були вилучені з знаменитого скарбу Баяна. Цей скарб із монет було знайдено в лютому 1946 року поблизу села Баяна в князівстві Бхаратпур, які знайшов махараджа (король) Бхаратпур, полковник Його Високості Шрі Махараджа, який любив полювання на диких тварин. Цей скарб був використаний для виготовлення ювелірних виробів для членів королівської сім'ї, а решту монет скарбу люб'язно передали в Національний музей Індії в Делі, Музей Чатрапаті Шиваджі Магараджа в Мумбаї.

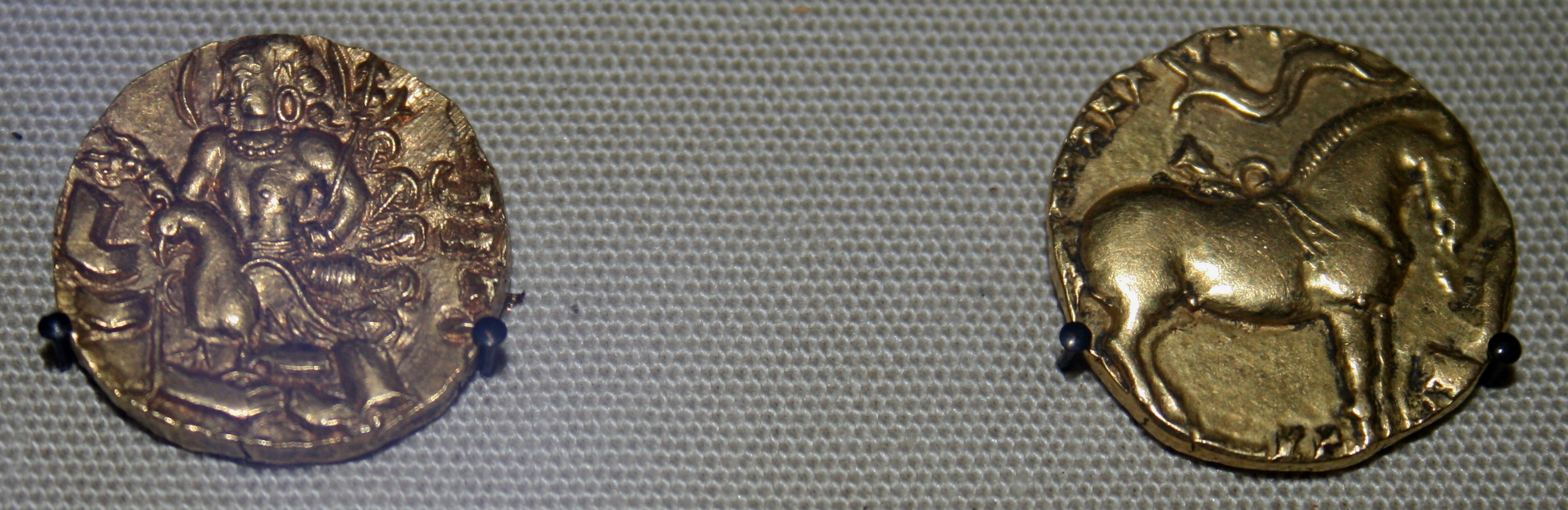
Золоті монети Кумарагупти І

## Правління Кумарагупти
Успадкувавши трон у Чандрагупти II, Кумарагупта І утвердив свою владу над величезною імперією своїх предків, яка покривала велику частину Індії, за винятком південних чотирьох штатів Індії. Пізніше він також виконав ритуал яджну і проголосив себе «царем всіх царів». Але на відміну від свого батька Чандрагупти II прийняв Шиваїзм, чим поглибив релігійно-ідеологічну невпорядкованість своєї імперії і започаткував епоху її організаційної нестабільності.
Карбування монет — було однією із особливостей правління Кумарагупти І, але чомусь монети, присвячені цій події, не були накарбовані. Кумарагупта також був великим покровителем мистецтва і культури, існують докази, що він сприяв розвитку школи мистецтв у великому древньому університеті в Наланда, яка процвітала протягом V–XII століття. Нумізматичні дані свідчать про те, що під час його правління імперія Гуптів була у зеніті слави. Кумарагупта І карбував 14 різних видів золотих монет, цим перевершивши інших правителів династії Гуптів. Серед них зображення із Носорогом-вбивцею, годування павича, які є унікальними в усій індійській нумізматичній історії. Він також карбував монети двох типів Тигр-вбивця і лірик, які започаткував його дід Самудрагупта. Ці два типи монет припинено карбувати за часів правління Чандрагупти.

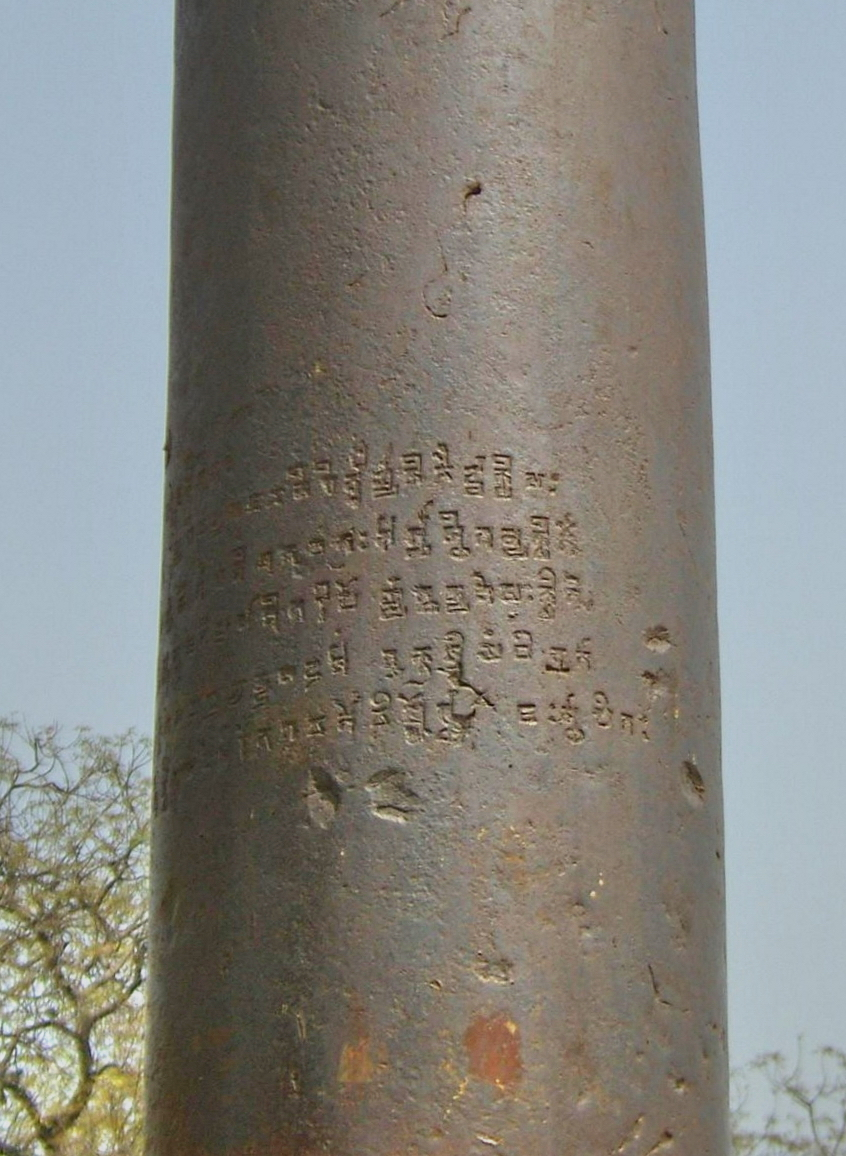
Залізний стовп на честь бога Мітри

Кумарагупта також карбував срібні монети, які були в основному призначені для поширення в західній частині імперії Гуптів. На відміну від золотих монет, де була зроблена спроба показати діяльність правителів, срібні монети були більш-менш просто стандартні без урахування фактичних поглядів правителя.

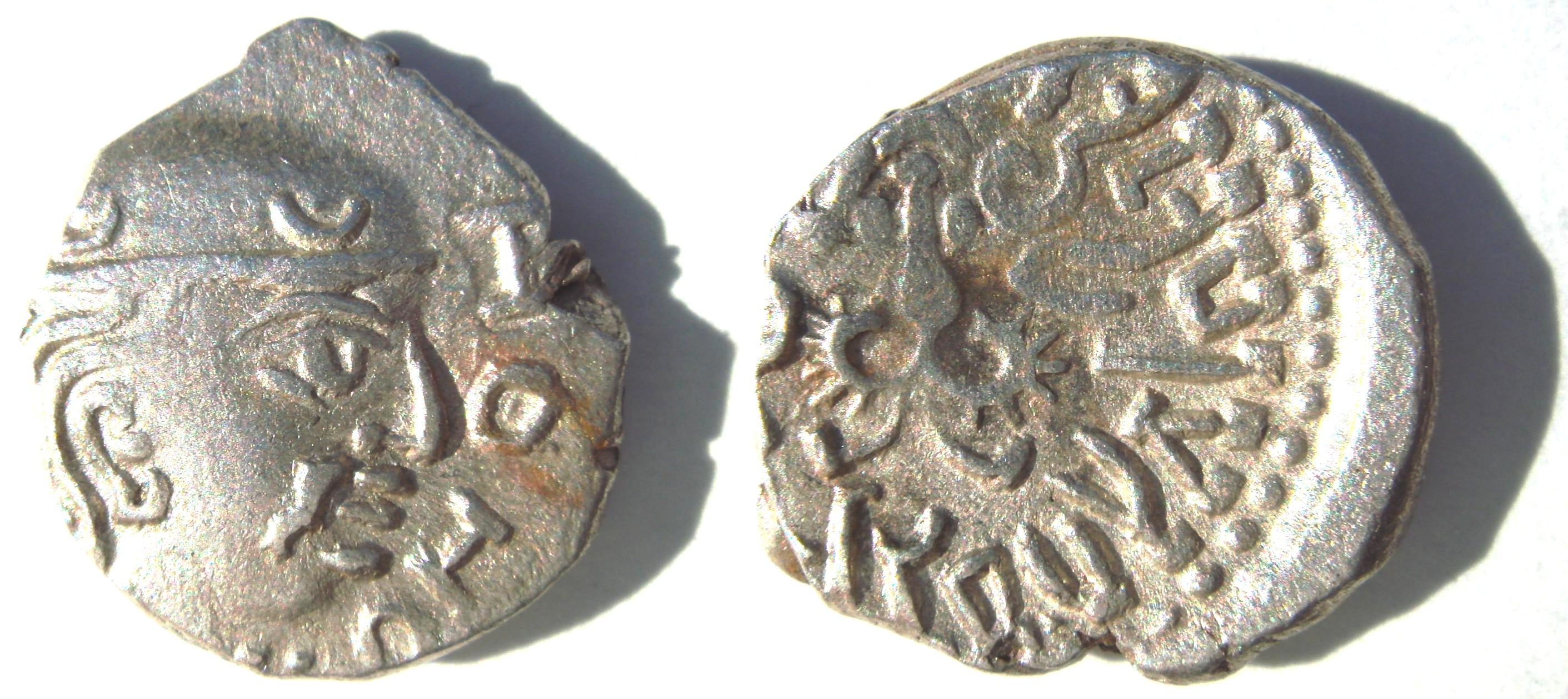
Срібні монети Кумарагупти І

Про розвиток ремесла в цей час свідчить залізний стовп, який є одним з провідних металургійних курйозів світу. Стовп спочатку знаходився в храмі Мітри, а пізніше, в часи османського завоювання навколо стовпа було збудовано Мінар Кутуб — ісламську мечеть. Стовп складається з 98% кованого чистого заліза високої якості, має 23 футів 8 дюймів у висоту та діаметр 16 дюймів. Колона є свідченням високого рівня майстерності досягнутої давньоіндійськими ковалями заліза та про розвиток видобутку і переробки заліза. Стовп привернув увагу археологів і металургів, як той, що витримав корозію протягом останніх 1600 років, незважаючи на суворі погодні умови.

## Особистість царя
Зображення на монетах свідчать, що цар був вправним мисливцем. Зокрема на одній з монет зображено самого царя з луком в правій руці та тигра, який лежить із роззявленою пащею. Права нога царя стоїть на поваленому тигрові. Напис на монеті свідчить, що його величність має силу та звитягу тигра. З тих же монет можна дізнатись, що цар носив пальто з короткими рукавами та тюрбан, сережки, намиста, браслети.